# Dinah Lee Küng
Pour les articles homonymes, voir Dinah (homonymie) et Küng.
Dinah Lee Küng est une écrivaine américaine. Originaire de Détroit, elle a suivi des études à l'Université de Californie et a ensuite travaillé comme journaliste en Asie pendant plus de vingt ans. En 1991 elle a gagné l'Overseas Press Club's award for Best Reporting Overseas on Human Rights Abroad. Elle a aussi été nommée pour l'Orange Book Prize. Parmi ses œuvres se trouvent Left in the care of... et Une visite de Voltaire, traduits aussi en allemand.

## Publications
- 2011 :  A Visit From Voltaire
- 2012 : Love and the Art of War
- 2012 : Under Their Skin
- 2012 : On the Back Lot of Life